# Lijepa naša domovino
Lijepa naša domovino ('Ons mooie vaderland') is het volkslied van Kroatië. Het lied werd geschreven in 1835 door Antun Mihanović.

## Tekst
Lijepa naša domovino,
Oj junačka zemljo mila,
Stare slave djedovino,
Da bi vazda sretna bila!
Mila kano si nam slavna,
Mila si nam ti jedina,
Mila kuda si nam ravna,
Mila kuda si planina!
Teci Dravo, Savo teci,
Nit'ti Dunav silu gubi!
Sinje more, svijetu reci,
Da svoj narod Hrvat ljubi!
Dok mu njive sunce grije,
Dok mu hrašće bura vije,
Dok mu mrtve grobak krije,
Dok mu živo srce bije!

## Vertaling
Ons mooie vaderland,
Zo onverschrokken en verfijnd,
De oude glorie van onze vaders,
moge u voor altijd gelukkig zijn.
Beste, u bent voor ons als enige glorieus,
U bent ons als enige lief,
Beste, waar u een vlakte bent,
Beste, waar u een berg bent.
Drava, Sava, blijf stromen,
Noch de Donau verliest kracht.
Diepe blauwe zee, vertel de wereld,
Dat een Kroaat van zijn volk houdt.
Zolang z'n gebieden in de zonneschijn warm zijn,
Zolang z'n eiken door wilde winden worden geschud,
Zolang z'n doden in graven verborgen liggen,
Zolang zijn levende hart slaat.